# Зетско-рашки говор
Зетско-рашки говор (срещащ се също и като зетско-рашки диалект или зетско-южносанджакски говор, зетско-южносанджакски диалект; на сръбски: зетско-рашки дијалекат или zetsko-raški dijalekat; на хърватски: hrvatski govori torlačkog narječja) се приема за южен диалект на сърбоохърватския език, върху който редица черногорци искат да базират книжовния черногорски език . От своя страна, официалният сръбски език е базиран на т.нар. източнохерцеговински говор, който на изток граничи с косовско-моравския говор, а хърватската диалектология разглежда тези говори като хърватски говори на торлашко наречие.

## Ареал
Географското пространство на тази диалект обхваща адриатическото крайбрежие между Пераст и Улцин, югоизточните и североизточни части на Черна гора по границата с Албания, както и част от Рашка, включително от тази попадаща в границите на Република Сърбия . Следи от този стар говор са засвидетелствани и сред преселници в градчето Пера на западното крайбрежие на полуостров Истрия в Хърватия, Далмация . Особеностите на този говор се срещат и сред малки групи мюсюлмани в северната част на Метохия (в близост до град Печ) и централната част на Косово, както и в някои села в близост до Шкодра.
Носителите на този говор по долината на Зета се декларират като черногорци, а тези от Рашка – като бошняци.
Зетско-рашки говор се среща основно по долината на река Зета в Черна гора, и в областта на южната Рашка, откъдето идва и названието му. На запад и север диалектния ареал се ограничава от източнохерцеговинското наречие.

## Характеристики
Зетско-рашки говор е считан от югославските сърбохърватски филолози в миналото за един от общо четирите т.нар. старощокавски диалекти на общия език. Зетско-рашкият, ведно с косовско-моравския се противопоставят от бившите югофилолози като шчакавски – на славонския и източнобосненския .
Особена характеристика на тези говори, е че праславянският ѣ рефлектира както в дълго, така и в късо – е или и, но не и в йе. В позиция пред рефлекса на ѣ в тази говори се забелязва проходна небна съгласна с и/или з .